# Túró
A túró  lágy aludttejrögökből álló, fehér színű tejtermék. A házi készítés során a tejet hagyják előbb megaludni, utána felmelegítik, majd a túrós alvadékot vászonruhába vagy gézkendőbe rakják és felakasztják lecsöpögni. Amikor a savó lecsöpög, a kendőben csak a friss túró marad vissza. Nem szabad forralni, mert a túró rossz lesz és száraz. Csak hevíteni kell, maximum 60 fokra. A végén hagyni kell kihűlni. A gyárban ez a folyamat hasonló. Egy nagy tartályban a tejhez olyan tejsavbaktériumokat adnak, amelyek a tejet gyorsabban megalvasztják. Ezt követően az alvadékot felvágják, és a tartályt felmelegítik. Majd a savót leengedik, a túrót visszahűtik, és a maradék savót pedig kicsurgatják belőle.
Íze kissé savanykás. Leszűrése után puha, fehér darabkákból áll, sokféleképpen feldolgozható. Tehén-, juh- és kecsketejből készítenek túrót.
Nagyüzemi előállítása során pasztörizált fölözött tejből készítik, préselés nélkül csöpögtetik le, hogy maradjon nedvességtartalma. Zsírtartalma 0,5-12% között van. Szűréssel is eltávolítható a savó legnagyobb része, az így előállított túró szárazabb és kevésbé krémes. Préseléssel még szárazabb és morzsásabb lesz a végtermék.

## Felhasználása
1. túrós tészta, túrós csusza, túrógombóc, tócsni, puliszka...
2. körözött: őrölt paprikával, hagymával és sózva összekevert túró.
3. péksüteményekben: rétes, pogácsa, pite...
4. édességek: túrótorta, Rákóczi-túrós, vargabéles, Túró Rudi...

## Lásd még
- Túró Rudi